# Søgående panserskibe fra 1870'erne
De søgående panserskibe fra 1870'erne var periodens kraftigste krigsskibe. 1870'erne var det andet tiår, hvor panserskibene dominerede verdenshavene. Periodens panserskibe kan deles op i tre kategorier:
- Søgående panserskibe: Skemaet medtager pansrede skibe, der er på over 3.500 tons og søgående i et sådant omfang, at de kan operere på de store have i længere perioder.
- Kystpanserskibe: Pansrede skibe, der er beregnet til tjeneste i kystnære områder.
- Små skibe med panser: Restgruppe med letpansrede skibe (panserkanonbåde) og små søgående panserskibe.

## Baggrund
Det første søgående panserskib var det franske Gloire, der satte gang i en intens maritim kappestrid mellem Frankrig og England. Skemaet viser, at de to lande ved udgangen af 1860'erne lå side om side. Indtil Napoleon 3.'s nederlag til Tyskland i 1870-71 var det Frankrigs politik at opretholde balance, men derefter var der hverken penge eller politisk vilje til at fortsætte kapløbet. Den franske flåde var totalt overlegen i krigen mod tyskerne og indledte en blokade, men begivenhederne på landjorden betød, at en stor del af flåden blev kaldt hjem, og en del af mandskabet blev indsat ved fronten. I alt tog 57.000 mand fra den franske marine del i krigen til lands.
Årtiets eneste træfning mellem panserskibe i Europa foregik i forbindelse med et oprør i Spanien i 1873, hvor regeringens panserskib Vitoria trak sig sejrrigt ud af kampen. Periodens næste større krig fandt sted i 1878 mellem Rusland og Tyrkiet, men her rådede den russiske Sortehavsflåde i modsætning til den tyrkiske ikke over søgående panserskibe, så i stedet koncentrerede russerne sig om at genere tyrkerne med torpedobåde.
Det eneste søgående panserskib, der gik tabt i årtiet som følge af krigshandlinger, var det peruvianske Independencia, der i krigen mod Chile i 1879 nærmest præsterede at gøre sig selv ukampdygtigt ved at gå på grund i en kamp mod en langt svagere modstander.
Årtiets mest spektakulære tab var det britiske Captain, der forliste i en storm og dermed understregede vanskelighederne ved at kombinere ønskerne om både at have fuld sejlrigning og svære kanoner i kanontårne.
Der var fortsat store forventninger til værdien af vædderstævnen. De blev ikke indfriet i kamp, men både det britiske Vanguard og det tyske Grosser Kurfürst blev vædret og sænket af andre panserskibe ved kollisioner, der tydeligt viste dette våbens farlighed, når skibene opererede ved dårlig sigtbarhed eller i tætte formationer.
I løbet af 1870'erne begyndte landene også at udfase nogle af de ældste panserskibe, specielt dem, der havde træskrog, fordi kombinationen af træ og panser viste sig mindre heldig.
Ud over at blive omtalt som panserskibe, blev de søgående skibe også omtalt som pansrede fregatter eller pansrede korvetter. Traditionelt var det linjeskibene, der i flere århundreder havde været flådernes stærkeste skibe, men panserskibene overtog deres rolle og kom dermed til at fungere som flådernes slagskibe.

## Flåderne
Skemaet viser, at både den britiske og den franske flåde fortsat blev udbygget, men at franskmændene ikke længere kunne holde trit. Blandt de mellemstore sømagter var især Rusland på vej frem, og Spaniens plads i selskabet blev overtaget af det nye tyske kejserrige. I USA blev der kun bygget få krigsskibe i 1870'erne og ingen af dem var søgående panserskibe. Som det første asiatiske land dukker Japan op på listen. Blandt de nordiske lande var det i denne periode kun Danmark, der byggede søgående panserskibe.

## Skibene
Skemaet omfatter 95 søgående panserskibe fra 1860'erne, hvoraf de 17 fjernes fra listen på grund af deres ringe størrelse. Periodens byggeaktivitet betyder, at der ved udgangen af 1870'erne er 121 skibe på listen.
Det er vigtigt at understrege, at de mange navne dækker over skibe af vidt forskellig kampværdi. Dette tiår var et af de mest forvirrede med hensyn til, hvordan et stort krigsskib skulle se ud, og hvad det skulle kunne. Der var desuden en voldsom udvikling i konstruktionen af artilleri og panser, hvilket betød, at selv ret nye skibe hurtigt blev forældede. Da Royal Navy overtog Devastation i 1873 havde man egentlig opskriften på et rigtigt slagskib, men det er betegnende, at der blev eksperimenteret videre med andre typer i yderligere en halv snes år.
- Ultimo 1869: Skibe mindre end 3.500 tons fjernet fra listen:

| År        | England | Frankrig | Rusland                                                              | Italien | Østrig-Ungarn                                                                               | Spanien                                                | Tyskland                                     | Tyrkiet                                                             | Holland                        | Peru           | Japan | Danmark                       | TOTAL |
| --------- | --- | --- | -------------------------------------------------------------------- | --- | ------------------------------------------------------------------------------------------- | ------------------------------------------------------ | -------------------------------------------- | ------------------------------------------------------------------- | ------------------------------ | -------------- | ----- | ----------------------------- | ----- |
| Ult. 1869 | Warrior Defence Black Prince Resistance Royal Oak Hector Achilles Prince Consort Caledonia Ocean Scorpion Wivern Lord Clyde Favorite Pallas Bellerophon Zealous Agincourt Royal Alfred Lord Warden Valiant Minotaur Northumberland Penelope Hercules Monarch | La Gloire Invincible Normandie Couronne Magenta Solferino Provence Savoie Flandre Héroine Magnanime Guyenne Belliqueuse Valeureuse Gauloise Revanche Surveillante Rochambeau Jeanne d'Arc Alma Armide Atalante Montcalm Reine Blanche Thetis | Pervenetz Sevastopol Petropavlovsk Netron Menya Kreml                | Terribile Formidabile Re di Portogallo Regina Maria Pia San Martino Castelfidardo, Principe di Carignano, Ancona Affondatore Varese Messina Roma | Drache Salamander Kaiser Max Prinz Eugen Juan de Austria, Erzherzog Ferdinand Max, Habsburg | Tetuán Numancia Vitoria Zaragoza Arapiles Méndez Nuñez | Friedrich Carl Kronprinz König Wilhelm       | Osmaniye Mahmudiye Abdul Aziz Orhaniye Asar-i Sevket, Necm-i Sevket | Prins Hendrik der Nederlanden  | Independencia  |       | Dannebrog Danmark Peder Skram | 95    |
| Ult. 1869 | 26 | 25 | 5                                                                    | 12 | 7                                                                                           | 6                                                      | 3                                            | 6                                                                   | 1                              | 1              | 0     | 3                             | 95    |
| Ult. 1869 | -Scorpion -Wivern -Favorite | | -Pervenetz -Netron Menya -Kreml                                      | -Terribile -Formidabile -Varese | -Drache -Salamander                                                                         | -Méndez Nuñez                                          |                                              | -Asar-i Sevket -Necm-i Sevket                                       | -Prins Hendrik der Nederlanden |                |       | -Dannebrog -Peder Skram       |       |
| Ult. 1869 | 23 | 25 | 2                                                                    | 9 | 5                                                                                           | 5                                                      | 3                                            | 4                                                                   | 0                              | 1              | 0     | 1                             | 78    |
| 1870      | +Captain +Repulse +Audacious +Invincible +Vanguard -Captain | +Marengo +Océan |                                                                      | |                                                                                             |                                                        |                                              | +Asar-i Tevfik                                                      |                                |                |       |                               |       |
| 1870      | 27 | 27 | 2                                                                    | 9 | 5                                                                                           | 5                                                      | 3                                            | 5                                                                   | 0                              | 1              | 0     | 1                             | 85    |
| 1871      | +Iron Duke +Sultan +Hotspur | -Normandie | +Admiral Greig +Admiral Lazarev +Admiral Chichagov +Admiral Spiridov | | +Lissa                                                                                      |                                                        |                                              |                                                                     |                                |                |       |                               |       |
| 1871      | 30 | 26 | 6                                                                    | 9 | 6                                                                                           | 5                                                      | 3                                            | 5                                                                   | 0                              | 1              | 0     | 1                             | 92    |
| 1872      | +Swiftsure | -Invincible -Rochambeau |                                                                      | |                                                                                             |                                                        |                                              |                                                                     |                                |                |       |                               |       |
| 1872      | 31 | 24 | 6                                                                    | 9 | 6                                                                                           | 5                                                      | 3                                            | 5                                                                   | 0                              | 1              | 0     | 1                             | 91    |
| 1873      | +Triumph +Devastation | +Suffren | +Kniaz Pozharski                                                     | +Venezia | -Juan de Austria -Kaiser Max -Prinz Eugen                                                   | -Tetuán                                                |                                              |                                                                     |                                |                |       |                               |       |
| 1873      | 33 | 25 | 7                                                                    | 10 | 3                                                                                           | 4                                                      | 3                                            | 5                                                                   | 0                              | 1              | 0     | 1                             | 92    |
| 1874      | | +La Galissonnière |                                                                      | +Principe Amedeo | +Kaiser                                                                                     |                                                        |                                              |                                                                     |                                |                |       |                               |       |
| 1874      | 33 | 26 | 7                                                                    | 11 | 4                                                                                           | 4                                                      | 3                                            | 5                                                                   | 0                              | 1              | 0     | 1                             | 95    |
| 1875      | -Lord Clyde -Vanguard | +Richelieu -Magenta | +General Admiral                                                     | +Palestro -Re di Portogallo | +Custoza                                                                                    |                                                        | +Hansa +Deutschland +Kaiser                  |                                                                     |                                |                |       |                               |       |
| 1875      | 31 | 26 | 8                                                                    | 11 | 5                                                                                           | 4                                                      | 6                                            | 5                                                                   | 0                              | 1              | 0     | 1                             | 98    |
| 1876      | | +Victorieuse | +Petr Veliki                                                         | | +Don Juan d'Austria +Kaiser Max                                                             |                                                        | +Preussen                                    | +Messudieh                                                          |                                |                |       |                               |       |
| 1876      | 31 | 27 | 9                                                                    | 11 | 7                                                                                           | 4                                                      | 7                                            | 6                                                                   | 0                              | 1              | 0     | 1                             | 104   |
| 1877      | +Thunderer +Alexandra +Shannon +Temeraire | +Friedland +Colbert | +Gerzog Edinburgski                                                  | |                                                                                             | +Sagunto                                               | +Friedrich der Grosse                        |                                                                     | +Koning der Nederlanden        |                |       |                               |       |
| 1877      | 35 | 29 | 10                                                                   | 11 | 7                                                                                           | 5                                                      | 8                                            | 6                                                                   | 1                              | 1              | 0     | 1                             | 114   |
| 1878      | +Belleisle +Northampton | +Triomphante +Trident | +Minin                                                               | | +Prinz Eugen                                                                                | -Arapiles                                              | +Grosser Kurfürst +Sachsen -Grosser Kurfürst |                                                                     |                                |                | +Fuso |                               |       |
| 1878      | 37 | 31 | 11                                                                   | 11 | 8                                                                                           | 4                                                      | 9                                            | 6                                                                   | 1                              | 1              | 1     | 1                             | 121   |
| 1879      | +Dreadnought | -La Gloire |                                                                      | |                                                                                             |                                                        |                                              |                                                                     |                                | -Independencia |       | +Helgoland                    |       |
| 1879      | 38 | 30 | 11                                                                   | 11 | 8                                                                                           | 4                                                      | 9                                            | 6                                                                   | 1                              | 0              | 1     | 2                             | 121   |